# Любен Христофоров
Любен Василев Христофоров е български геолог, пътешественик и писател. Автор е на серия романизирани пътеписи с приключенска и научна тематика за пътешествията му в Централна и Южна Америка.

## Биография
Любен Христофоров завършва геология в Лондон, Великобритания.  Постъпва на работа в американския петролен концерн „Пантепек“. Търсейки нови петролни периметри за експлоатация, концернът организира няколко експедиции в Централна и Южна Америка – в Гватемала, Венецуела, Еквадор, Перу и Бразилия. В тези експедиции наред с други специалисти – географи, ботаници и зоолози, участва като геолог и Христофоров. Повече от 20 години той кръстосва джунглите на тези страни. Говори свободно испански, португалски и английски език.
Завръща се в България беден и със съсипано здраве, и се установява да живее в София. Семейството му, което напуска на млади години, не го приема. Богатите си впечатления и спомени от странстванията си в чужбина описва в своите книги. Романите му, определяни като романизирани пътеписи, следват хронологично маршрутите на експедициите, а те са толкова богати на интересни събития и приключения, че е достатъчно само точното им описание, за да се получи интригуваща фабула.
Последните години от живота си прекарва в непрекъсната борба с рака. Живее скромно, като се издържа единствено с доходите от своите хонорари. Огорчен от безразличието и липсата на помощ и подкрепа от страна на писателския съюз, изтерзан от болките от болестта, слага край на живота си с помощта на южноамерикански билки. Оставя предсмъртно писмо, адресирано до СБП. 